# Zdeněk Kroupa
Zdeněk Kroupa (15. listopadu 1921 Adamov – 7. ledna 1999 Brno) byl český operní pěvec (bas). Jeho partnerkou byla tanečnice a sólistka Národního divadla v Brně Mira Figarová.

## Život
Zdeněk Kroupa svoje nadání zdědil po své matce, která působila v adamovském ochotnickém divadle. V Adamově vychodil obecnou i měšťanskou školu. Poté ve studiu pokračoval v Brně na vyšší státní průmyslové škole stavební. Po absolvování maturitní zkoušky nastoupil do údržby v závodě Adamovské strojírny, později se dostal i do úseku konstrukce.
Po studiích při práci také začal studovat zpěv. Poté, co vystřídal několik pedagogů, nastoupil do souboru Státního divadla v Brně. První sólo nastoupil 1. srpna 1946. V letech 1947 – 1948 zpíval ve Státní opeře v Ostravě. V roce 1970 byl přijat v Zemském divadle v Linci, kde působil až do roku 1991, kdy odešel do důchodu.

## Ocenění
- Cena za umělecký výkon – 1973 za roli Revírníka v opeře Leoše Janáčka Příhody lišky Bystroušky.
- Medaile za zásluhy – udělena ministerstvem kultury v roce 1979 za šíření děl Leoše Janáčka.
- Čestné občanství města Adamova – 1994.